# Stauning Sogn
Stauning Sogn er et sogn i Skjern Provsti (Ribe Stift).
I 1800-tallet var Stauning Sogn et selvstændigt pastorat. Det hørte til Bølling Herred i Ringkøbing Amt. Stauning sognekommune blev ved kommunalreformen i 1970 indlemmet i Skjern Kommune, der ved strukturreformen i 2007 indgik i Ringkøbing-Skjern Kommune.
I Stauning Sogn ligger Stauning Kirke.
I sognet findes følgende autoriserede stednavne:
- Andrup (bebyggelse)
- Andrup Bæk (vandareal)
- Bovsø (bebyggelse, ejerlav)
- Bovsø Gårde (bebyggelse)
- Falbæk (vandareal)
- Fuglsand (areal)
- Gestenge (areal)
- Halby (bebyggelse, ejerlav)
- Hedeby (bebyggelse)
- Høllet (bebyggelse)
- Klægbanke (areal)
- Knudgårde (bebyggelse)
- Langkær (bebyggelse)
- Mejlby (bebyggelse)
- Mejlby Bæk (vandareal)
- Nyå (vandareal)
- Præstegårdsmark (bebyggelse)
- Stauning (bebyggelse)
- Strandby (bebyggelse)
- Sønder Vognbjerg (bebyggelse, ejerlav)
- Sønderby (bebyggelse)
- Sønderby Kær (bebyggelse)
- Østerby (bebyggelse, ejerlav)